# Doriana Sarli
Pour les articles homonymes, voir Sarli.
Doriana Sarli, née le 3 avril 1961 à Naples (Italie), est une vétérinaire et femme politique italienne.

## Biographie
Doriana Sarli naît le 3 avril 1961 à Naples. Son père est le styliste italien Fausto Sarli.
En 2018, elle se présente aux élections générales dans la circonscription Campanie 1 avec le Mouvement 5 étoiles (M5S), et est élue députée de la XVIIIe législature,. Elle se fait plus tard remarquer en s’exprimant contre le décret dit « Salvini », à l’opposé de la ligne du M5S, et en dénonçant l’alignement du M5S avec le parti d’extrême-droite Ligue,,. En novembre 2018, elle et l’autre députée Gilda Sportiello opposée au décret sont exclues de la commission des Affaires sociales par le M5S, au moment où la commission doit donner son avis sur celui-ci.